# Таарська земля

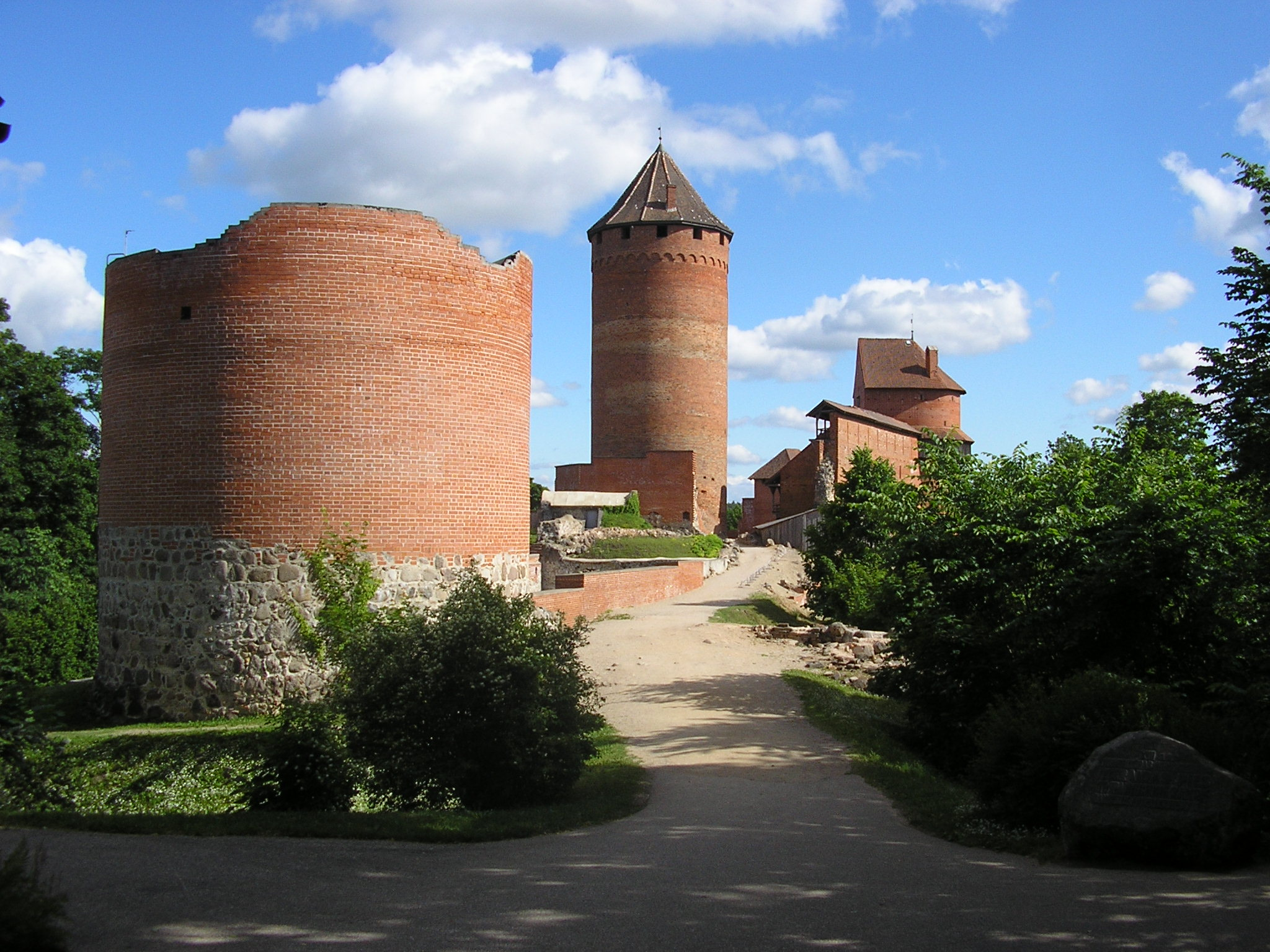
Турайдський замок

герб Лівенів, нащадків Каупо.

Таа́рська земля (лів. Taara aed, «земля Таари») або Тура́йда (латис. Turaida) — у ХІ – ХІІІ ст. земля гауяських лівів в Лівонії (сучасна Латвія, Сігулдський край, місто Сігулда, місцевість Турайда; Крімулдський край, село Турайда). Розташовувалося в низів’ях річки Гауя. Поділялася на два князівства по річці: правобережне і лівобережне. Першим керували князі ,Ако , Каупо і Весікіс; їх резиденцією був Таарський (Турайдський) замок. У другій частині правив князь Дабреліс; його резиденцією був Дабрельський замок. До кінця XII ст. була язичницьким краєм; поступово християнізована католицькими місіонерами з Німеччини. Зокрема, в Турайді проповідував монах-цистеріанець Теодоріх, який навернув до християнства князів Анно й Каупо. З 1206 року правобережна частина увійшла до складу Ризького єпископства, а лівобережна — до земель Ордену мечоносців. Середньовічна латинська назва — Торе́йда (лат. Thoreida, Thoreyda; інші варіанти: Toreidia, Thoreydia, Thoreiden, Thoreyden); німецька назва — Тре́йден (нім. Treiden; інші варіанти: Dreiden, Threiden, Treyden, Treydenn, Treygden). Сучасна латиська назва «Турайда» походить від середньовічних латинської та німецької назв.

## Князі
- Вождь Ако (?-1206)
- Каупо (?—1217)
- Весіке(1212-1219?)